# Kırmızı Oda
Kırmızı Oda è un serial televisivo drammatico turco composto da 61 puntate suddivise in due stagioni, trasmesso su TV8 dal 4 settembre 2020 al 18 febbraio 2022. È diretto da Cem Karcı, Benal Tairi, Ali Balcı e Başak Soysal, scritto da Banu Kiremitçi Bozkurt, Verda Pars, Deniz Gürlek, Melek Seven, Ayşenur Güngör, Pınar Daldikler e Mehmet Barış Günger, prodotto da OGM Pictures ed ha come protagonisti Binnur Kaya, Gülçin Kültür Şahin e Baran Can Eraslan. È stata adattata dal libro del 2004 Madalyonun İçi della scrittrice Gülseren Budaçioğlu.

## Trama
La serie racconta le storie vere della dottoressa Manolya Hanım che vive a Istanbul e dei suoi dipendenti presso la Manolya Psikiyatri Kliniği, e dei loro pazienti. Lo staff è composto da quattro terapisti di diversa età ed esperienza. Le vite personali dei medici e dei dipendenti vengono messe a repentaglio nel corso della storia.
I pazienti vengono accolti nella clinica e lì inizieranno a raccontare i loro segreti più intimi e ad aprire la loro anima, affidandosi a psicologi e psichiatri, alla ricerca di speranza e guarigione. Mostra il passato dei pazienti, con i momenti difficili che hanno dovuto sopportare e che oggi li segnano nel loro presente e segneranno il loro futuro. Questi pazienti non si sono fidati di nessuno, nemmeno dei loro cari e più cari, e mantenere questi segreti li fa ammalare, ma temono che la verità delle loro vite e dei loro sentimenti venga rivelata. Il legame tra medico e paziente sarà molto importante per la fiducia e affinché il paziente possa percorrere la via della guarigione. Tanto che a volte questa relazione trascende il professionale e può raggiungere sentimenti affettivi più profondi.

## Episodi
| Stagione         | Episodi | Prima TV Turchia | Prima TV Italia |
| ---------------- | ------- | ---------------- | --------------- |
| Prima stagione   | 42      | 2020-2021        | inedita         |
| Seconda stagione | 19      | 2021-2022        | inedita         |

## Personaggi e interpreti

### Personaggi principali
Protagonisti
- Dottoressa Manolya "Hanım" Yadigaroğlu (episodi 1-61), interpretata da Binnur Kaya. È una psichiatra, proprietaria di una clinica con molti anni di esperienza, molto rispettata dai suoi colleghi e clienti, e sposata con Aydin.
- Segretaria Tuna (episodi 1-61), interpretata da Gülçin Kültür Şahin. È la segretaria della clinica, sposata con Ömer che non riesce a perdere peso anche se è sempre a dieta.
- Çaycı Hüseyin (episodi 1-61), interpretato da Baran Can Eraslan. È un maestro della tecnologia con il disturbo della balbuzie.

Co-protagonisti
- Murat (episodi 1-2), interpretato da Halit Özgür Sarı. È il direttore della clinica che ha una cotta nei confronti di Piraye. Infine, è andato a lavorare all'estero.
- Dottoressa Ayşe Gölge (episodi 1-22), interpretata da Meriç Aral. È una giovane psichiatra con un codice di abbigliamento maschile che è innamorata di Deniz. Infine, si trasferisce ad Ankara.
- Dottor Piraye Artun (episodi 1-30), interpretata da Tülin Özen. È una psichiatra di successo che ha divorziato da marito dopo essere stata tradita e ha due gemelli. Lascia la clinica per trasferirsi in una piccola città con Deniz.
- Dottor Deniz Saner (episodi 1-30), interpretato da Burak Sevinç. È un terapista infantile innamorato della Dottoressa Piraye, ma aveva un precedente matrimonio. Lascia la clinica per trasferirsi in una piccola città con Piraye.
- Aynur (episodi 1-42), interpretato da Sezin Bozacı. È l'addetto al bar, responsabile della pulizia e della ristorazione del piano terra della clinica. Dopo che ha lasciato il lavoro è tornato nella sua città natale.

### Personaggi secondari
- Meliha Kınık (episodi 1-7), interpretata da Evrim Alasya.
- Mehmet Kılıçatan (episodi 1-4), interpretato da Salih Bademci.
- Nesrin Kılıçatan (episodi 1-4), interpretata da Hande Doğandemir.
- Salih (episodi 1, 8), interpretato da Canberk Gültekin.
- Alya Ergüder (episodi 2-13), interpretata da Melisa Sözen.
- Leyla (episodio 4), interpretata da Defne Zeynep Enci.
- Melek Kınık / Hayat Parlak (episodi 4-7, 9-11), interpretata da Nilsu Yılmaz.
- Ahmet (episodi 5-6), interpretato da Emre Kınay.
- Ömer (episodio 5), interpretato da Sefer Canbaz.
- Osman Yavuz (episodi 6-8), interpretato da Emir Özyakışır.
- Akif (episodi 7-8), interpretato da Deniz Hamzaoğlu.
- İpek (episodio 7), interpretata da Alya Dartan.
- Garip (episodi 8-10), interpretata da Celil Nalçakan.
- Duygu Tekin (episodio 9), interpretata da Naz Sayıner.
- Selvi Akdoğan (episodi 10-18), interpretata da Sema Keçik.
- Hediye Yılmaz (episodi 12-17), interpretata da Sezin Akbaşoğulları.
- Boncuk Kaynak (episodi 14-23), interpretata da Burcu Biricik.
- Bayram (episodio 14), interpretato da Berk Ali Çatal.
- Esra Ersoy (episodi 14, 16), interpretata da Elif Ceren Balıkçı.
- Kumru Aydın (episodi 17-29), interpretata da Aslıhan Gürbüz.
- Nazlı Gündoğan (episodi 23-29), interpretata da Pınar Deniz.
- Recai Gündoğan (episodi 23-26, 28-30), interpretata da Gökhan Yıkılkan.
- Nihal Karahanoğlu (episodi 30-34, 36-37, 40-42), interpretata da Esra Ronabar.
- Zafer Karahanoğlu (episodi 30-34, 36-42), interpretato da Yiğit Özşener.
- Vahit Karahanoğlu (episodi 32-37, 39-40), interpretato da Uğur Yücel.
- Mitra Şerifi (episodi 35-42), interpretato da Melissa Aslı Pamuk.
- Nurcihan Karahanoğlu (episodi 33, 38-42), interpretato da Itır Esen.
- Azra Mertoğlu (episodio 42), interpretata da Deniz Uğur.
- Sadi Mertoğlu (episodi 22-42, 58-61), interpretato da Erkan Petekkaya.
- Gülben Derenoğlu (episodi 42-43), interpretato da Merve Dizdar.
- Rezzan Kökçü (episodi 43-44, 46-47, 49-50), interpretata da Nihal Yalçın.
- Derya Çaldıran (episodi 43-45, 47-52), interpretata da Ayça Bingöl.
- Asuman (episodi 43-45, 47-52), interpretata da Başak Daşman.
- Süveyda (episodi 43-46, 48-49), interpretata da İlayda Alişan.
- İbrahim Kökçü (episodi 43-44, 46-47, 49-50), interpretato da Yaşar Gündem.
- Mustafa (episodi 44-46, 48-49), interpretato da Burak Demir.
- Deniz Çaldıran (episodi 43-45, 47-52), interpretata da Tuğba Uluay.
- Nevin Kökçü (episodi 43-44, 46-47, 49-50), interpretata da Rozet Hubeş.
- Zekiye Keklik (episodi 46-57, 61), interpretata da Ayta Sözeri.
- Neriman Çaldıran (episodi 43-45, 48, 52), interpretata da Güneş Hayat.
- Pembe Demiroğlu / Günçıkış (episodi 50-57), interpretata da Meltem Cumbul.
- Satı Demiroğlu (episodi 51-52, 56-57), interpretata da Feriha Eyüboğlu.
- Dara Sezgin (episodi 52-60), interpretato da Gökhan Özoğuz.
- Vildan Sezgin (episodi 53-60), interpretato da Derya Alabora.

Guest star
- Gulseren Budayicioglu (episodio 61), interpreta sé stessa. Si è unita al cast come ospite del Dottor Manolya Hanım per presenziare al matrimonio di Tuna e Ömer.

### Personaggi legati agli spin-off
- My Home My Destiny (Doğduğun Ev Kaderindir)
  - Zeynep Göksu (episodio 13), interpretata da Demet Özdemir.
- Masumlar Apartmanı
  - Gülben Derenoğlu (episodi 45-46, 50-51, 57-59, 61, 65-66, 70-71), interpretata da Merve Dizdar.
  - Han Derenoğlu (episodi 59-60), interpretato da Birkan Sokullu.
  - Safiye Derenoğlu (episodi 62-71), interpretata da Ezgi Mola.

### Parenti e pazienti
- Nur Kınık (episodi 1, 7), interpretata da Deniz Altan.
- Hüseyin (episodi 1-2), interpretato da Özgür Koç.
- Emine (episodi 1-2), interpretata da Cansu Dağdelen.
- Güler (episodi 1-2), interpretata da Su Burcu Yazgı Coşkun.
- ¿? (episodi 1-4), interpretata da Ayşe Meyran Bağıran.
- Ali Kılıçatan (episodi 1-4), interpretato da Batuhan Düz.
- Namık Kınık (episodi 3.5), interpretato da Kemal Başar.
- Necdet Kınık (episodi 3.5), interpretato da Taha Baran Özbek.
- ¿? (episodi 3-11), interpretata da Cemre Melis Çınar.
- ¿? (episodi 4-8), interpretata da Asuman Bora.
- ¿? (episodi 4-11), interpretato da Doğu Alpan.
- Aydın Yadigaroğlu (episodi 5, 7-8, 12, 20, 26, 30, 34, 38, 42), interpretato da Levent Özdilek.
- Tarık (episodio 5), interpretato da Deniz Tansel Öngel.
- Naz (episodi 5-6), interpretata da İrem Ecem Başarır.
- Sibel (episodi 5-6), interpretata da Defne Bölükbaşıoğlu.
- Emine Yavuz (episodi 6, 8), interpretata da Ezgi Tombul.
- ¿? (episodio 6), interpretata da Asuman Kostak.
- Sema (episodi 7-8), interpretata da Nur Erkul.
- ¿? (episodio 7), interpretato da Tolga Güleç.
- Begüm (episodio 7), interpretato da Eren Balkan.
- Menekşe (episodi 8-10), interpretata da Melisa Berberoğlu.
- Hayal (episodio 9), interpretata da Sevgi Berna Biber.
- Zuhal Tekin (episodio 9), interpretata da Burcu Kara.
- Cenk Tekin (episodio 9), interpretato da Beyti Engin.
- Mert Akdoğan (episodi 10-18), interpretato da Efe Tunçer.
- Rıza Akdoğan (episodi 11-16, 18), interpretato da Serhat Nalbantoğlu.
- Seyfi (episodi 11, 13, 18), interpretato da Ruhi Sarı.
- ¿? (episodi 11, 13, 15), interpretata da Özlem Türay.
- Neriman (episodi 12-13, 15), interpretata da Füsun Demirel.
- Hikmet (episodi 12-13, 15, 17), interpretata da Semra Dinçer.
- Saadet (episodio 12), interpretata da Nazan Diper.
- Fahriye (episodi 12-13), interpretata da Elif Gezen.
- Hakan (episodio 13), interpretato da Sahin Ergüney.
- Yiğit Akdoğan (episodi 14-15), interpretato da Doruk Nalbantoğlu.
- Berna Ersoy (episodi 14, 16), interpretato da Sevinç Erbulak.
- Yavuz (episodi 14, 16), interpretato da Arda Esen.
- Rüya (episodio 14), interpretata da Merve Hazer.
- Sadık Kaynak (episodi 14-23), interpretata da Onur Bilge.
- Cemal (episodi 15-19), interpretato da Cenk Kangöz.
- Kırmızılı Kadın (episodi 15-19), interpretata da Bennur Duyucu.
- Sultan (episodi 15-20), interpretato da Sedef Akalın.
- Rezzan (episodi 16-22), interpretato da Münire Apaydın.
- Hüseyin (episodi 16-17, 19-22), interpretato da Emre Melemez.
- Can (episodi 16-20, 22), interpretato da Feyyaz Şerifoğlu.
- Fatma (episodio 16), interpretata da Banu Fotocan.
- Fahri Aydın (episodi 17-23, 25-29), interpretato da Bülent Seyran.
- Duru Aydın (episodi 17-22, 26-29), interpretata da Cemre Ceren Tekdoğan.
- Yavuz (episodi 17-22, 26-29), interpretato da Bora Koçak.
- Metin (episodio 18), interpretato da Orçun İynemli.
- Kenan (episodi 18-19, 21-22), interpretato da Tuncay Gençkalan.
- Erhan Gölge (episodio 19), interpretato da Erdinç Gülener.
- Sibel (episodi 19-21), interpretata da Bilge Can Göker.
- Turan (episodi 19-21), interpretato da Köksal Engür.
- Hamiyet (episodi 19-22), interpretato da Hikmet Körmükçü.
- Burak (episodio 20), interpretato da Tugay Erdoğan.
- İrem (episodi 20-21, 23-31, 36, 38, 43, 60), interpretata da Elif Gezer.
- Hakan (episodio 21), interpretato da Nejat Uygur.
- Songül (episodi 21-23, 25, 27, 29), interpretata da Burcu Halaçoğlu.
- Servet (episodi 22-23, 25), interpretato da Fırat Topkorur.
- Bahtiyar (episodi 22-42, 58-61), interpretato da Bahtiyar Demir.
- Aykut (episodi 22-42, 58-61), interpretato da Aykut Arkan.
- Miraç (episodi 22-42, 59-61), interpretato da Miraç Sevsay.
- Şefika (episodi 23-27), interpretata da Bilge Şen.
- Ayla (episodi 23-27), interpretata da İpek Tenolcay.
- Çiçek Pekgül (episodi 23-28, 31-32, 34, 36), interpretata da Şilan Düzdaban.
- Ömer (episodi 24-26), interpretato da Fatih Hürkan.
- Haluk (episodi 25-27, 29), interpretato da Yılmaz Kunt.
- Bahar (episodi 25-28, 35), interpretata da Berfu Öngören.
- Seda (episodi 25, 27), interpretata da Aliye Çoban.
- Şenol (episodi 26-27), interpretato da Tolga Bayraklı.
- Hasan (episodi 26, 30), interpretato da Cemalettin Çekmece.
- ¿? (episodi 26, 30), interpretata da Firuzan Aydın.
- Gümüş Teyze (episodi 28-29), interpretata da Zeynep Eronat.
- Abdullah (episodi 29-33), interpretato da Erol Afşin.
- Ömer (episodi 29-33), interpretato da Aşkın Şenol.
- Sevim (episodi 30-34), interpretata da Asiye Dinçsoy.
- Emre / Cemre (episodi 30-33, 41), interpretata da Alikya Dora Koşar.
- Maria (episodi 31, 33-34, 36), interpretata da Derya Taşbaşı.
- Seren (episodi 31, 33-34, 36, 40), interpretata da Serap Önder.
- Filiz (episodi 31-34, 36-37, 39-42), interpretata da Zeynep Irmak Şeker.
- Ercan (episodi 31-34, 36-37, 39-42), interpretato da Kaya Akkaya.
- Nihat Karahanoğlu (episodi 32-35), interpretato da Ali Pınar.
- ¿? (episodi 32-35), interpretata da Sevilay Çiftçi.
- Deniz (episodi 32-33, 37, 40, 42), interpretato da Ercan Reşat Demir.
- Levent (episodi 32-33, 35, 37, 41-42), interpretato da Sarp Aydınoğlu.
- Hamdi (episodi 33-41), interpretato da Diren Polatoğulları.
- Selçuk (episodi 33-41), interpretato da Ufkum Kalaoğlu.
- Atosa (episodi 35-36), interpretata da Taies Farzan.
- Rıza Şerifî (episodi 35-36, 38, 40), interpretato da Cem Uçan.
- Cahide Şerifî (episodi 35-38, 40), interpretata da Hünkar Konar.
- Miço Mehmet (episodi 35-42, 61), interpretato da İsmet Tamer.
- Hikmet (episodi 37-40), interpretato da Serdar Kayaokay.
- Ali (episodi 38, 40), interpretato da Efe Adabaş.
- Neslişah (episodio 39), interpretata da Eda Özel.
- ¿? (episodio 39), interpretato da Sinan Sicimoğlu.
- Satı (episodio 39), interpretata da Pelinsu Karayel.
- Yasin (episodio 39), interpretato da Emre Çetinkaya.
- Yasemin Mertoğlu (episodio 42), interpretata da Selen Demir.
- Metin (episodio 42), interpretato da Fatih Özkan.
- Lale Mertoğlu (episodi 42, 49), interpretata da Elif Beren Demir.
- Nilüfer Mertoğlu (episodi 42, 61), interpretata da Ekin Naz Arcan.
- Seda (episodi 58-61), interpretata da Defne Şener Günay.
- Cafer Sakarya (episodi 43-44, 49-50), interpretato da Emre Yetim.
- ¿? (episodi 43-44), interpretato da Gökhan Niğdeli.
- Serdar Çaldıran (episodi 43-45), interpretato da Alaaddin Karadibek.
- Engin Aslandoğan (episodi 44-45, 49), interpretato da Hakan Ummak.
- Musa Aslandoğan (episodi 44, 47-52), interpretato da Burak Tamdoğan.
- Narin (episodi 45-46, 48-49), interpretata da Aylin Paksoy.
- Gülizar (episodi 45, 48-49, 51), interpretata da Gamze Demirbilek.
- ¿? (episodio 45), interpretato da Yeşim Özsoy.
- Civan (episodio 45), interpretato da Ramiz Mullamusa.
- ¿? (episodio 45), interpretata da Jülide Güven.
- Ramiz (episodio 45), interpretato da Ergun Kuyucu.
- Didar (episodi 45, 47-48, 50, 52, 54, 61), interpretata da Havva Seziş.
- Dündar (episodi 45, 47-48, 50, 52, 54, 61), interpretato da Alay Cihan.
- Ozan (episodi 45-46, 48-49), interpretato da Erdem Şanlı.
- Afet (episodi 46-47, 50), interpretato da Aden Duru Orak.
- Şafak (episodi 46-47, 52), interpretata da Büşra Gündüz.
- Ömer (episodi 47-50, 52, 54, 59, 61), interpretato da Süleyman Karaahmet.
- Aliş (episodi 47-48, 61), interpretato da Mustafa Konak.
- Betül Aslandoğan (episodi 47, 51-52), interpretata da Süreyya Güzel.
- Bünyamin Günçıkış (episodi 50-54, 57), interpretato da Mehmet Bozdoğan.
- Barlas Zalimoğlu (episodi 50-52), interpretato da Emre Altuğ.
- Tayyar (episodi 50, 52-53), interpretato da Ömer Duran.
- Sündüz (episodio 50), interpretato da Bihter Altay.
- Baki (episodio 50), interpretato da Can Seçki.
- Samet Günçıkış (episodi 51, 53-54), interpretato da Aras Ulgi.
- Sinan (episodi 51, 54-55, 57), interpretato da Emin Günenç.
- Hüsnü (episodi 51-52, 55, 57, 61), interpretato da Uğur Serhan.
- Cem (episodio 52), interpretato da Sertan Erkaçan.
- Firuzan (episodi 52, 55), interpretata da Ayten Uncuoğlu.
- Şeref (episodi 52, 55-57), interpretato da Deniz Gürzumar.
- Davut Demiroğlu (episodi 52-57), interpretato da Kutay Sandıkçı.
- Seher Demiroğlu (episodi 52-54), interpretata da İklim Sağlam.
- Cavit (episodi 53-54, 56-57), interpretato da Fatih Dokgöz.
- Ceyhan (episodi 53-54, 57), interpretata da Neşe Mengüloğlu.
- Nuri (episodi 53-54), interpretato da Fırat Halis Demir.
- Memduh (episodio 53), interpretato da Ahmet Arıman.
- Sare (episodi 53, 55, 57, 59-60), interpretata da Sitare Akbaş.
- Kemal Sezgin (episodi 54-55), interpretato da Yıldırım Beyazıt.
- Arda Sezgin (episodi 54-58), interpretato da Yılmaz Mert Şişman.
- Metin (episodi 54-57, 59), interpretato da İzzet Lüleci.
- Bayram (episodi 55-57), interpretato da Koray Kadirağa.
- Serap (episodi 56-60), interpretata da Simel Aksünger.
- Deligöz İsmail (episodio 56), interpretata da Cengiz Okuyucu.
- Ali Baran Pekgül (episodi 56-61), interpretato da Halit Karaata.
- Nazgül Çınar (episodi 58-61), interpretata da Melis Birkan.
- Cevher (episodi 58-61), interpretata da Hülya Şen.

### Personaggi dell'infanzia e della giovinezza
- Meliha (episodi 1-4), interpretata da İdil Yade Kırnık.
- Mehmet (episodi 1-4), interpretato da Çınar Yükçeker.
- Nesrin (episodio 1), interpretata da Damla Alibeşe.
- Mehmet (episodio 3), interpretato da Berfun Beşel.
- Alya (episodi 4-11), interpretata da Nazlı Irmak Tanrıverdi.
- Nur (episodi 4-5), interpretata da Çağla Dündar.
- Ahmet (episodi 5-6), interpretato da Yağız Sayla.
- Akif (episodio 8), interpretato da Miraç Sözer.
- Garip (episodi 9-10), interpretata da Tuğra Bayram.
- Selvi (episodi 11-14, 18), interpretata da Doğa Naz Şahin.
- Hediye (episodi 12-13, 15), interpretata da Ceylin Uslu.
- Yiğit (episodi 14-15, 17), interpretato da Deniz Ali Cankorur.
- Mert (episodi 14-15, 17), interpretato da Berke Karabıyık.
- Esra (episodi 14, 16), interpretata da Mina Kekeç.
- Boncuk (episodi 15-22), interpretata da Mihrimah Selin Vardar.
- Rezzan (episodi 15-22), interpretata da Derin Erden.
- Dottoressa Ayşe (episodi 19-20), interpretata da İpek Işıl Oğuz.
- Kumru (episodi 21-27, 29), interpretata da Sıla Sade.
- Ali Baran (episodi 23-25, 38, 58), interpretato da Bahadır Vatanoğlu.
- Nazlı (episodi 23-25, 27, 29), interpretata da Dila Öğüt.
- Sadi (episodi 23-36, 39-40, 42, 58-61), interpretato da Kadir Bertan.
- Ayla (episodio 24), interpretata da Selin Vera Oruç.
- Kumru (episodi 24-27), interpretata da Sedanur Bakar.
- Şenol (episodi 24-26), interpretato da Emrecan Yıldırım.
- Seda (episodi 25-27, 35), interpretata da Selin Sangu.
- Recai (episodi 26, 30), interpretato da Sinan Albayrak.
- Miço Mehmet (episodi 28-34, 40), interpretato da Miraç Altan Çuhadar.
- Nihal (episodi 30-32, 36, 42), interpretata da Rana Yılmaz.
- Deniz (episodi 31-32), interpretato da Eren Şahin.
- Zafer (episodi 32, 36, 41), interpretato da Yılmaz Emin Kayır.
- Vahit (episodi 32-34, 37), interpretato da Berat Çağan.
- Vahit (episodi 34-36, 41), interpretato da Ata Buyer.
- Mitra (episodi 35-36, 38, 40), interpretata da Elif İkra Özdemir.
- Azra (episodi 35-36, 39, 42), interpretata da Liya Su Elez.
- Sadi (episodi 37-41), interpretato da Baran Bölükbaşı.
- Azra (episodi 39-41), interpretata da Belde Yeke.
- Nurcihan (episodio 39), interpretata da Zeynep Lina Kale.
- Derya (episodi 43-45, 47), interpretata da Almina Kahraman.
- Süveyda (episodi 43-46, 48), interpretata da Gece Işık Demirel.
- Rezzan (episodi 44, 46-47, 50), interpretata da Gökçen Bilge Çiftçi.
- Deniz (episodio 44), interpretata da Serra Kurtuluş.
- Asuman (episodio 45).
- Firuzan (episodi 50-57), interpretata da Şifanur Gül.
- Pembe (episodi 52-55), interpretata da Zehra Akova.
- Satı (episodi 52-57), interpretata da Deniz Danışoğlu.
- Dara (episodi 54-60), interpretato da Berat Varol.
- Zekiye (episodi 54-57), interpretata da Meryem Mina Göktaş.
- Hüsnü (episodi 54-55, 57), interpretato da Ali Osman Arıkbaş.
- Pembe (episodi 55-57), interpretata da Gülse Göçer.

## Produzione
La serie è diretta da Cem Karcı, Benal Tairi, Ali Balcı e Başak Soysal, scritta da Banu Kiremitçi Bozkurt, Verda Pars, Deniz Gürlek, Melek Seven, Ayşenur Güngör, Pınar Daldikler e Mehmet Barış Günger e prodotta da OGM Pictures.

### Sviluppo
OGM Pictures, la società di produzione della serie, ha precedentemente realizzato una serie di adattamenti dai romanzi di Masumlar Apartmanı, dopo di che Doğduğun Ev Kaderindir. Lo sceneggiatore della serie, Banu Kiremitçi Bozkurt ha anche scritto la sceneggiatura delle serie Kızım e Hekimoğlu. È stato annunciato che la serie, in cui Cem Karcı sedeva sulla sedia del regista, sarà trasmessa su TV8. Başak Soysal, che ha anche diretto Halka e Yeni Hayat, il regista della serie nella seconda stagione. Nell'agosto del 2021 è stato comunicato che Banu Kiremitçi Bozkurt non avrebbe preso parte, e nel settembre del 2021 Banu Kiremitçi Bozkurt se n'è andato e sono stati sostituiti da Deniz Gürlek e Melek Seven, che hanno scritto la sceneggiatura delle serie Poyraz Karayel, Vatanım Sensin, Anne e Love Is in the Air (Sen Çal Kapımı).

### Adattamento
La serie è un adattamento del libro del 2004 Madalyonun İçi della scrittrice Gülseren Budaçioğlu. La serie racconta le storie dei clienti che si sono rivolti al proprietario di una clinica psichiatrica a Istanbul, la dottoressa Hanım, uno psichiatra, e altri psichiatri. 

### Musica
La musica della serie è di Fırat Yükselir che allo stesso tempo, stava componendo musica per le serie televisive Doğduğun Ev Kaderindir e Yeni Hayat. Il musicista ha prodotto circa 250 opere per la serie con più di 50 temi e diverse versioni con diversi artisti di Istanbul, Smirne, Ankara, Canada e Inghilterra. Tutte le opere sono strumentali, vengono utilizzate principalmente melodie di violino e pianoforte.

### Riprese
Le riprese della serie sono state effettuate principalmente a Istanbul, in particolare nei distretti di Beykoz e Scutari. L'edificio della fabbrica di scarpe Bekoz è utilizzato come ubicazione della clinica. Oltre a questo, sono stati utilizzati molti luoghi, comprese le viste sul Bosforo e in particolare le spiagge di Ortakoy, Chamlika Hill e Şile.

## Distribuzione

### Turchia
In originale la serie è andata in onda su TV8 dal 4 settembre 2020 al 18 febbraio 2022: la prima stagione è stata trasmessa dal 4 settembre 2020 al 18 giugno 2021, mentre la seconda stagione è stata trasmessa dal 17 settembre 2021 al 18 febbraio 2022.
Composizione puntate
In originale la serie è composta da due stagioni di 61 puntate, ognuna delle quali ha una durata di 150 minuti circa: la prima stagione comprende le prime 42 puntate, mentre la seconda stagione le rimanenti 19.

## Trasmissioni internazionali
| Paese         | Rete televisiva | Titolo locale    | Prima TV locale  |
| ------------- | --------------- | ---------------- | ---------------- |
| Turchia       | TV8             | Kırmızı Oda      | 4 settembre 2020 |
| Svezia        | SVT2            | Själens röda rum | 12 aprile 2021   |
| Sudafrica     | SABC3           | The Red Room     | 8 aprile 2021    |
| Grecia        | Skai TV         | Storgi           | 2022             |
| Corea del Sud | Kuki TV         |                  |                  |

## Riconoscimenti
Ayakli Gazete TV Stars Awards
- 2021: Candidatura come Miglior serie televisiva per Kırmızı Oda
- 2021: Candidatura come Miglior sceneggiatura a Banu Kiremitçi Bozkurt e Verda Pars
- 2021: Candidatura come Miglior attrice non protagonista a Tülin Özen

Golden Palm Awards
- 2021: Premio come Miglior attrice in una serie televisiva a Binnur Kaya[21]
- 2021: Premio come Miglior attore in una serie televisiva ad Erkan Petekkaya[21]

Pantene Golden Butterfly Awards
- 2021: Candidatura come Miglior serie televisiva per Kırmızı Oda[22]
- 2021: Candidatura come Miglior attrice a Binnur Kaya[22]
- 2021: Candidatura come Miglior regista a Cem Karci[22]
- 2021: Candidatura come Miglior sceneggiatura a Banu Kiremitçi Bozkurt[22]

Seoul International Drama Award
- 2021: Candidatura come Il dramma straniero più popolare dell'anno per Kırmızı Oda

Turkey Youth Awards
- 2022: Candidatura come Miglior serie televisiva per Kırmızı Oda